# Pont de Gilly
Die Pont de Gilly ist eine Straßenbrücke, die südwestlich von Albertville im Département Savoie (Frankreich) die Isère und die vierspurige Route nationale N 90 überquert und im Zuge der Departement-Straße D 64 den Vorort Gilly-sur-Isère mit den Gebieten auf dem linken Flussufer verbindet.
Sie wurde im Rahmen der Vorbereitungen für die Olympischen Winterspiele 1992 gebaut und ersetzte die alte Brücke, um eine kreuzungsfreie Querung der N 90 zu ermöglichen.

## Beschreibung
Die Pont de Gilly ist eine zweispurige Straßenbrücke mit einem durch ein starkes Geländer abgetrennten Gehweg auf der nordöstlichen Seite.
Die einhüftige, asymmetrische Schrägseilbrücke überspannt mit ihrem 103 m langen Teil des Brückendecks die Isère, während der 67 m lange Teil auf der anderen Seite des Pylons die N 90 samt ihrer nördlichen Zufahrtsspur überbrückt. Die Zu- und Abfahrten auf der südlichen Seite sind über jeweils 75 m lange Rampenbrücken mit dem Brückendeck verbunden, wo sie unmittelbar neben dem Pylon eine Kreuzung mit der D 64 bilden.
Der Pylon steht auf dem Deich zwischen der Isère und der N 90. Er besteht aus zwei leicht zueinander geneigten Stahlbeton-Pfeilern, die im oberen Bereich mit diagonalen und horizontalen Stahlstreben verbunden und versteift sind. Er überragt das Brückendeck um 40 m. Der Pylon ist um 20° über das kürzere Brückendeck geneigt und gleicht damit die aus den Längenunterschieden resultierenden unterschiedlichen Kräfte in den Schrägseilen aus. Anders als üblich ist der Pylon nicht im Boden gegründet, sondern ist im Verbund mit dem Brückendeck auf zwei Stützblöcken gelagert.
Die Schrägseile sind im oberen Bereich im Harfensystem parallel zueinander angeordnet, darunter jedoch im Fächersystem mit unterschiedlichen Neigungen. Damit werden gleiche Abstände der Befestigungspunkte am Brückendeck erreicht, bei der Betrachtung der Brücke aus unterschiedlichen Winkeln ergeben sich jedoch zahlreiche Überschneidungen der Seile.
Das Brückendeck besteht aus einem durchgehenden Spannbeton-Plattenbalken mit Querstegen, der auf den Widerlagern sowie, zusammen mit dem Pylon, auf den Stützblöcken gelagert ist. Es ist 12,3 m breit und hat eine Bauhöhe von 1,9 m.
Das Brückendeck und der Pylon wurden zunächst neben dem Deich parallel zum Fluss gebaut. Dabei wurde der zunächst senkrecht gebaute 900 t schwere und das Brückendeck um 40 m überragende Pylon erst später in die vorgesehene Schräglage abgesenkt. Danach wurde die fast vollständige Brücke in ihre endgültige Lage gedreht. Anschließend wurden die beiden Rampenbrücken angebaut und die Restarbeiten erledigt.